# Supercopa Uruguaya
De Supercopa Uruguaya is een Uruguayaanse voetbalbeker, georganiseerd door de Uruguayaanse voetbalbond (AUF). De beker wordt betwist tussen de winnaar van de Primera División (de landskampioen) en de winnaar van het Torneo Intermedio (een competitie die halverwege het seizoen wordt gespeeld tussen alle ploegen in de Primera División).

## Opzet
De Supercopa Uruguaya wordt voorafgaand aan een nieuw seizoen gespeeld tussen de kampioen en de winnaar van het Torneo Intermedio van het afgelopen seizoen. Indien de winnaar van het Torneo Intermedio ook landskampioen wordt, dan mag de verliezend finalist van het Torneo Intermedio deelnemen aan de Supercopa Uruguaya. In 2021 werd het Torneo Intermedio vanwege de coronapandemie niet gespeeld. In de Supercopa van 2022 speelde in die plaats de winnaar van het Torneo Apertura (eerste competitiehelft). De Supercopa wordt betwist in één wedstrijd. Bij gelijke stand volgen er verlengingen en, indien noodzakelijk, strafschoppen.
Hoewel de naam anders doet vermoeden is de Supercopa Uruguaya geen Supercup zoals die term in andere landen wordt gehanteerd. De voetbalbond beschouwt de Supercopa als een van de bekertoernooien die in de geschiedenis van het Uruguayaanse voetbal zijn gespeeld.

## Statistieken

### Wedstrijden
| Editie | Landskampioen             | Uitslag        | Winnaar Torneo Intermedio      | Locatie                                     |
| ------ | ------------------------- | -------------- | ------------------------------ | ------------------------------------------- |
| 2018   | CA Peñarol                | 3–1            | Club Nacional de Football      | Estadio Centenario (Montevideo)             |
| 2019   | CA Peñarol                | 1–1 (3–4 n.s.) | Club Nacional de Football      | Estadio Centenario (Montevideo)             |
| 2020   | Club Nacional de Football | 2–4 n.v.       | Liverpool FC                   | Estadio Domingo Burgueño Miguel (Maldonado) |
| 2021   | Club Nacional de Football | 2–0            | Montevideo Wanderers FC        | Estadio Centenario (Montevideo)             |
| 2022   | CA Peñarol                | 1–0 n.v.       | Club Plaza Colonia de Deportes | Estadio Domingo Burgueño Miguel (Maldonado) |
| 2023   | Club Nacional de Football | 0–1            | Liverpool FC                   | Estadio Centenario (Montevideo)             |

### Winnaars
| Club                      | Deelnames | Titels | Winnaar in |
| ------------------------- | --------- | ------ | ---------- |
| Club Nacional de Football | 5         | 2      | 2019, 2021 |
| CA Peñarol                | 3         | 2      | 2018, 2022 |
| Liverpool FC              | 2         | 2      | 2020, 2023 |

2018 · 2019 · 2020 · 2021 · 2022 · 2023